# Grand Theft Auto: Vice City Stories
Grand Theft Auto: Vice City Stories är ett spel i spelserien Grand Theft Auto. Spelet utvecklades av Rockstar Leeds och gavs ut av Rockstar Games exklusivt till PSP. I Europa släpptes spelet den 3 november 2007. Planerat datum var 17 oktober, men den 20 september meddelades det att spelet försenas till datumet som angivs ovan.
Vid PSP-releasen hade Rockstar lovat att spelet skulle vara PSP-exklusivt. Den 6 mars 2007 släpptes spelet dock också till Playstation 2 i USA och i Europa var PS2-releasen den 9 mars. Detta gjorde många GTA-fans mycket besvikna. Dels på grund av att många köpt ett PSP bara för att få spela detta spel, andra för att Rockstar helt enkelt bröt sitt löfte (om att spelet skulle vara PSP-exklusivt).

## Handling
Spelet utspelar sig två år före Grand Theft Auto: Vice City. Spelaren kontrollerar Victor "Vic" Vance. 
Efter att ha förlorat sitt jobb som soldat tvingas Victor ut på Vice Citys gator. Han måste få ihop pengar för att hjälpa sina invalidiserade familjemedlemmar. Snart ställs han inför ett val: Bygg ett brottsimperium eller bli krossad. Vic Vance, med brorsan Lance Vance roller i spelet kopplar de båda spelen GTA vice city och GTA vice city stories och har en relativ inverkan i GTA vice citys handling.

## Uppdrag
Uppdragen är i sig ganska lika med de tidigare GTA spelen. Men nya tillslag som spelas i form av sidouppdrag tillför spelet mer. Att medverka i sina affärer för extra pengar och högre löning samt bonusar gör att spelet inte bleknar med sin föregångare Grand Theft Auto: San Andreas.

## Rollista
- Dorian Missick - Victor 'Vic' Vance
- Philip Michael Thomas - Lance Vance
- Lynda Ashe - Janet Vance
- Felix Solis - Sergeant Jerry Martinez
- Gary Busey - Phil Cassidy
- Jim Burke - Marty Jay Williams
- Chelsey Rives - Louise Cassidy-Williams
- Cathy Trien - Mary-Jo Cassidy
- Danny Trejo - Umberto Robina
- Luis Guzmán - Ricardo Diaz
- Barbara Rosenblat - Reni Wassulmaier
- Garth Kravits - Frankie
- Timothy Spall - Barry Mickelthwaite
- Phil Collins - Sig själv
- Yul Vazquez - Armando Mendez
- Rubén Trujillo - Diego Mendez
- Daniel Oreskes - Bryan Forbes
- Gregory Johnson - Diaz assistent/Javier
- Jonathan Hanst - Hank